# Synhymenium aureonitens
Synhymenium aureonitens là một loài rêu trong họ Targioniaceae. Loài này được Griff. mô tả khoa học đầu tiên năm 1861.